# Metschnikowia vanudenii
Metschnikowia vanudenii är en svampart som beskrevs av Gim.-Jurado, Kurtzman & Spenc.-Mart. 2003. Metschnikowia vanudenii ingår i släktet Metschnikowia och familjen Metschnikowiaceae.   Inga underarter finns listade i Catalogue of Life.